# Bolitoglossa borburata
Bolitoglossa borburata är en groddjursart som beskrevs av Harold Trapido 1942. Bolitoglossa borburata ingår i släktet Bolitoglossa och familjen lunglösa salamandrar. IUCN kategoriserar arten globalt som nära hotad. Inga underarter finns listade.